# هوهانس تزاره‌تسی
هُوْهانِس تزاره‌تسی (ارمنی: Հովհաննես Ծարեցի؛ انگلیسی: Yovhannisik Tzaretsi زادهٔ ح. ۱۵۶۰ - درگذشته ۱۶۲۱؟)، کشیش، نویسنده، تاریخ‌نگار اهل ارمنستان بود.

## زندگی‌نامه
وی در حدود ۱۵۶۰ میلادی در تسار به دنیا آمد .  وی در ۱۶۲۱ میلادی در سن ۶۱ سالگی درگذشت.
کم‌تر کسی از این کشیش، که به نام هوهانیسیک وارداپت معروف است، شهرت دارد که وقایع تاریخی را در قفقاز جنوبی بین ساله‌ای ۱۵۷۲ و ۱۶۰۰ منعکس می‌کند